# Dvärglånke
Dvärglånke (Callitriche brevistyla) är en grobladsväxtart som beskrevs av Lansdown. Dvärglånke ingår i släktet lånkar, och familjen grobladsväxter. Inga underarter finns listade i Catalogue of Life.